# Battleground 2013
Battleground 2013 è stata la prima edizione dell'omonimo evento in pay-per-view prodotto annualmente dalla WWE. L'evento si è svolto il 6 ottobre 2013 al First Niagara Center di Buffalo (New York).

## Storyline
Il 15 settembre, a Night of Champions, Daniel Bryan ha sconfitto Randy Orton conquistando così il WWE Championship per la seconda volta; tuttavia, Bryan vinse il match a causa del conteggio veloce dell'arbitro Scott Armstrong (storyline). La sera successiva, a Raw, Bryan è stato dunque privato da Triple H del titolo, che viene reso vacante; infatti HHH e Stephanie McMahon decidono di non restituire nemmeno il titolo a Orton. Viene quindi annunciato un match tra Orton e Bryan per il vacante WWE Championship a Battleground.
A Night of Champions, Rob Van Dam ha sconfitto il World Heavyweight Champion Alberto Del Rio per squalifica; tuttavia, dato ciò, Del Rio è rimasto campione. Nella puntata di SmackDown del 20 settembre, Triple H ha concesso a Van Dam una rivincita per il World Heavyweight Championship contro Del Rio a Battleground. Nella successiva puntata di SmackDown, il match di Battleground tra Del Rio e Van Dam è stato trasformato in un Hardcore match.
CM Punk, nel mese di luglio, ha iniziato una faida con Paul Heyman quando questi gli è costato il Money in the Bank Ladder match con in palio il contratto per un match al WWE Championship (questo è successo a causa della decisione di Punk di non avere più Heyman come suo manager). Ciò ha portato ad un match a SummerSlam tra Punk e Brock Lesnar, dove ha trionfato quest'ultimo. Punk ha poi continuato il feud con Heyman e l'altro suo cliente Curtis Axel, che è quindi sfociato in un No Disqualification 2-on-1 Handicap Elimination match per Night of Champions. Il 15 settembre, a Night of Champions, Punk ha eliminato prima Axel e successivamente ha legato Heyman con delle manette per poi attaccarlo brutalmente; tuttavia, prima della conclusione del match, in soccorso di Heyman è arrivato Ryback, il quale ha scaraventato Punk attraverso un tavolo facendo così vincere il match a Heyman. Il 23 settembre, a Raw, è stato sancito un match tra Punk e Ryback per Battleground.
Nella puntata di Raw del 30 settembre R-Truth ha sconfitto l'Intercontinental Champion Curtis Axel in un match non titolato grazie all'interferenza di CM Punk, il quale ha distratto Axel. Due notti dopo, a Main Event, è stato quindi annunciato un match per l'Intercontinental Championship tra Axel e R-Truth per Battleground.
Nella puntata di Raw del 30 settembre e in quella di SmackDown del 4 ottobre, Kofi Kingston è stato minacciato da Bray Wyatt tramite dei video messaggi. Durante l'ultimo messaggio Wyatt ha annunciato che ci sarà un match tra lui e Kingston a Battleground.
Nella puntata di Raw del 30 settembre, a Cody Rhodes (che qualche settimana prima era stato licenziato dalla WWE da Triple H a causa di una insubordinazione a quest'ultimo ed a una sconfitta con Randy Orton) e a Goldust (che stava cercando di riavere il contratto del fratello) viene concesso un Tag Team match non titolato contro i WWE Tag Team Champions dello Shield (Seth Rollins e Roman Reigns) a Battleground da Triple H e Stephanie McMahon. Le condizioni del match sono: se vincono i fratelli Rhodes, avranno entrambi i loro posti di lavoro e il padre Dusty Rhodes continuerà ad allenare i ragazzi di NXT, ma in caso di vittoria dello Shield, verranno confermati i licenziamenti dei due fratelli e verrà licenziato anche il padre e tutti e tre non potranno più mettere piede in WWE.
Nella puntata di Raw del 23 settembre Brie Bella ha schienato la Divas Champion AJ Lee in un 10-Diva Tag Team match, ottenendo così un match per il WWE Divas Championship contro la stessa AJ per Battleground.
Durante il Kick-off di Battleground, è stato ufficializzato che i Real Americans (Antonio Cesaro e Jack Swagger) affronteranno, in serata, il team composto da The Great Khali e Santino Marella.

## Risultati
| #       | Incontri                                                              | Stipulazioni                                          | Durata |
| ------- | --------------------------------------------------------------------- | ----------------------------------------------------- | ------ |
| Kickoff | Dolph Ziggler ha sconfitto Damien Sandow                              | Single match                                          | 10:22  |
| 1       | Alberto Del Rio (c) ha sconfitto Rob Van Dam (con Ricardo Rodríguez)  | Hardcore match per il World Heavyweight Championship  | 17:08  |
| 2       | I Real Americans hanno sconfitto The Great Khali e Santino Marella    | Tag team match                                        | 07:11  |
| 3       | Curtis Axel (c) (con Paul Heyman) ha sconfitto R-Truth                | Single match per il WWE Intercontinental Championship | 07:36  |
| 4       | AJ Lee (c) (con Tamina) ha sconfitto Brie Bella (con Nikki Bella)     | Single match per il WWE Divas Championship            | 06:37  |
| 5       | Cody Rhodes e Goldust (con Dusty Rhodes) hanno sconfitto lo Shield    | Tag team match                                        | 13:54  |
| 6       | Bray Wyatt (con Erick Rowan e Luke Harper) ha sconfitto Kofi Kingston | Single match                                          | 08:27  |
| 7       | CM Punk ha sconfitto Ryback (con Paul Heyman)                         | Single match                                          | 14:47  |
| 8       | Daniel Bryan vs. Randy Orton è terminato in no-contest                | Single match per il WWE Championship                  | 25:00  |